# 羊湖
羊湖（藏語：དབྱང་མཚོ，威利转写：dbyang mtsho，THL：Yang Tso）位于中国西藏自治区那曲市尼玛县境内，地处尼玛县西北部，湖面海拔4441米，面积90平方公里。为咸水湖，其东岸不远处有标志性的独尖峰。湖区气候寒冷干燥，年均气温-3℃，年均降水量75～100毫米。湖水主要靠冰雪融水径流补给。

## 地圖

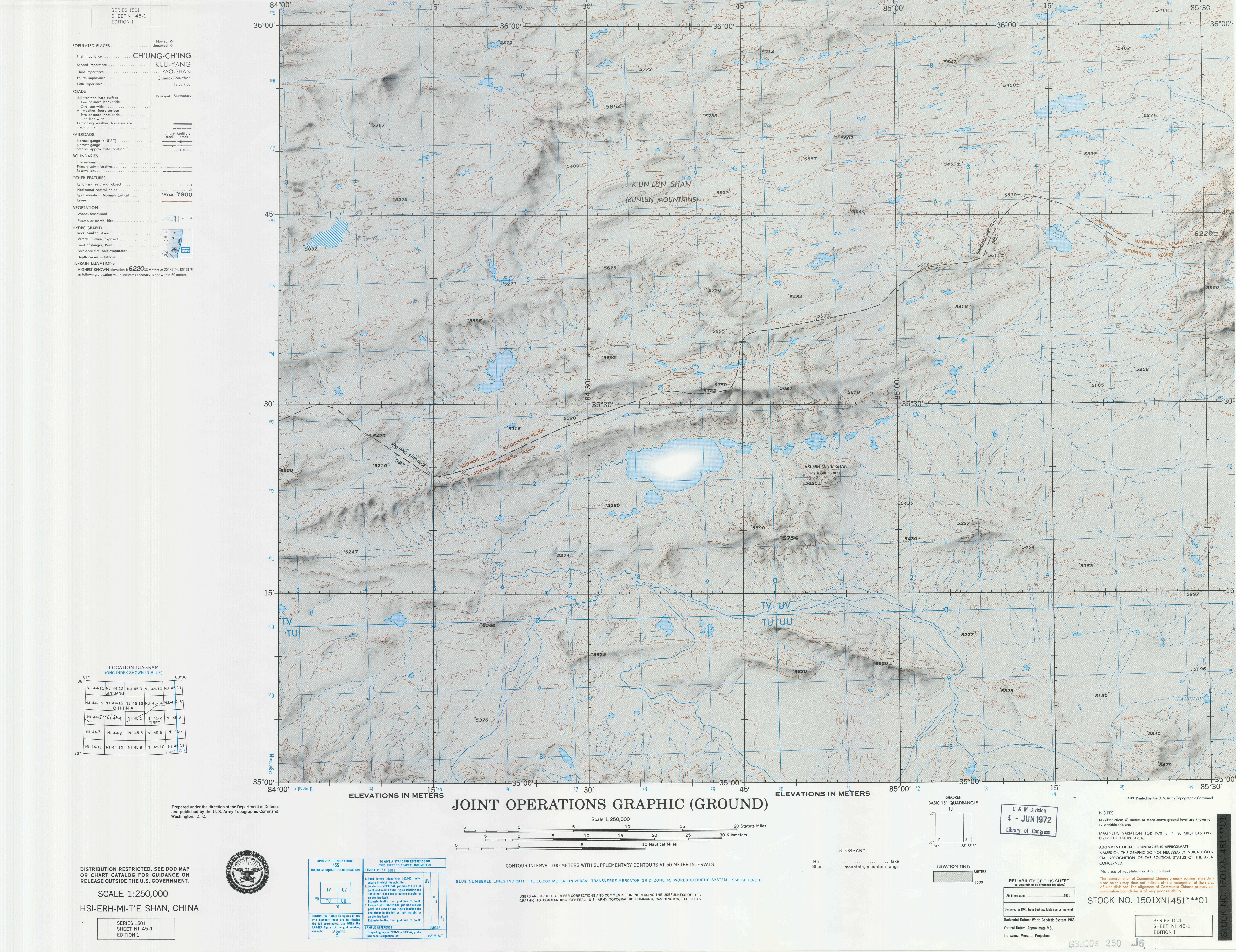
包括羊湖的地圖(美國國家地理空間情報局, 1971年)
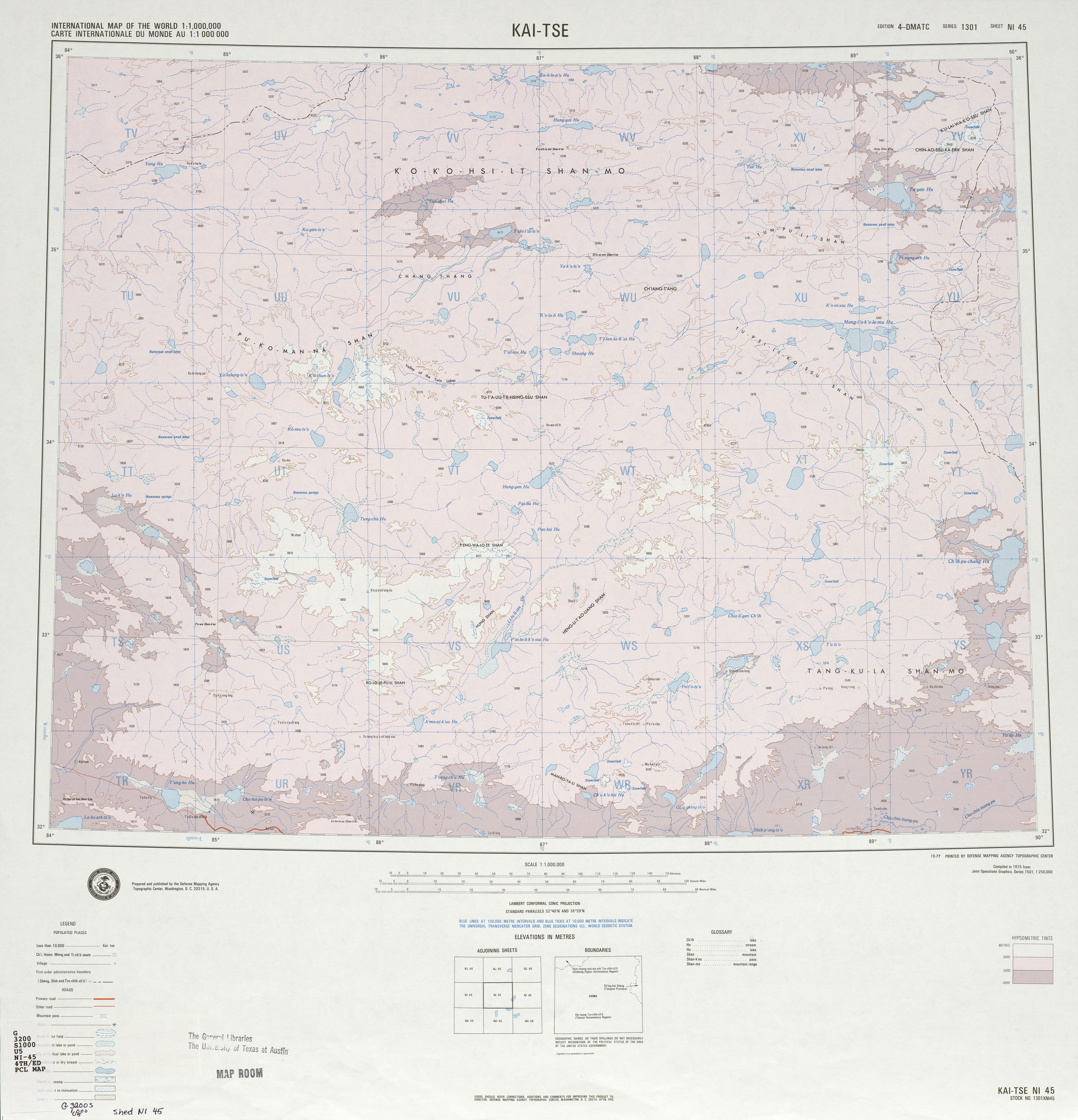
包括羊湖(Yang Hu)的地圖(DMA, 1975年)
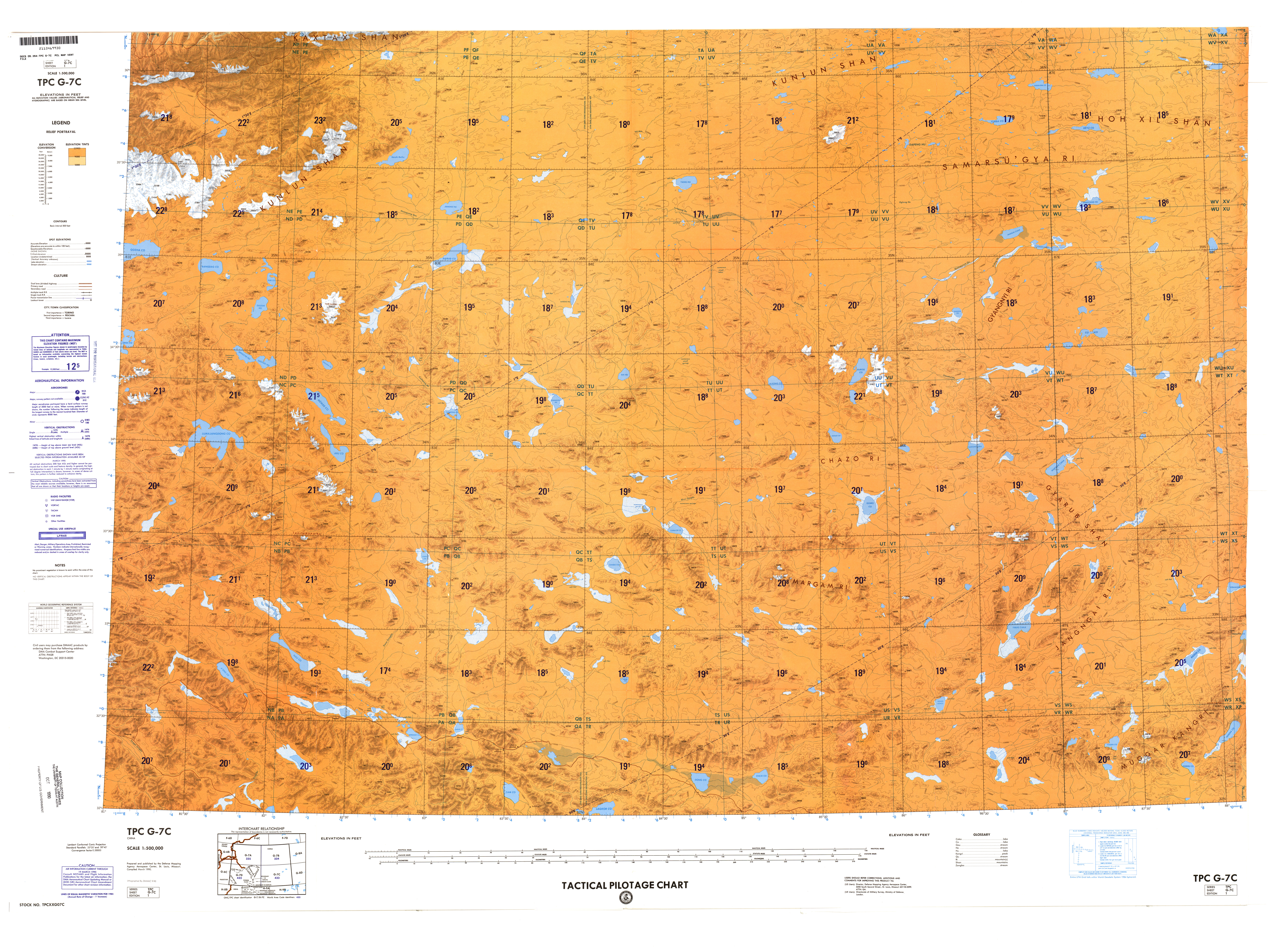
包括羊湖(YANG HU)的地圖(DMA, 1990年)